# Eutin 08
El Eutin 08 es un equipo de fútbol de Alemania que juega en la Schleswig-Holstein-Liga, una de las ligas regionales que conforman la quinta división de fútbol en el país.

## Historia
Fue fundado el 13 de agosto de 1908 en la ciudad de Eutin en la región de Schleswig-Holstein con el nombre 1. Eutiner FC 08 como un club multideportivo que cuenta con secciones en balonmano, gimnasia y baile, pero es más reconocida por la sección de fútbol.
Fue el segundo equipo de fútbol fundado en la ciudad de Eutin, aunque fue hasta 1913 que participó por primera vez en competiciones oficiales y en 1928 cambia su nombre por el de Eutiner SV 08. Luego de finalizar la Segunda Guerra Mundial se empezaron a ver los mejores años del club cuando en la temporada 1947/48 logra el ascenso a la Oberliga Nord, que en ese entonces era parte de la primera división de Alemania, donde permaneció por dos temporadas.
Posteriormente el club ha pasado por las ligas regionales hasta que en la década de los años 1980s asciende a la Amateurliga Nord, aunque estuvieron en la Oberliga gran parte de esos años.
En la temporada 2016/17 logra el título de la Schleswig-Holstein-Liga, con lo que consigue jugar en la Regionalliga Nord por primera vez en su historia en la temporada 2017/18.

## Palmarés
- Schleswig-Holstein-Liga: 1

2016/17

## Jugadores

### Jugadores destacados
- Peter Nogly
- Norbert Bebensee
- Horst Feilzer
- Holger Willmer